# District de Muye
Le district de Muye (牧野区 ; pinyin : Mùyě Qū) est une subdivision administrative de la province du Henan en Chine. Il est placé sous la juridiction de la ville-préfecture de Xinxiang.